# Laurent Brossoit
Laurent Brossoit (* 23. března 1993 Port Alberni, Britská Kolumbie) je kanadský profesionální hokejový brankář hrající za klub Chicago Blackhawks v severoamerické lize National Hockey League (NHL). Byl draftován týmem Calgary Flames v šestém kole, 164. celkově, při draftu v roce 2011.

## Hráčská kariéra

### Junior
Brossoit byl vybrán ve druhém kole, 26. celkově, v juniorském draftu WHL v roce 2008 týmem Edmonton Oil Kings. Sezónu 2008-09 odchytal v lize BCMML za tým Valley West Hawks a ve WHL odchytal jeden zápas.
Sezónu 2009-10 strávil v lize BCHL v týmu Cowichan Valley Capitals. V 21 zápasech Brossoit obdržel průměrně 3,66 gólů na zápas s úspěšností zákroků 0,901. Dva zápasy odehrál za Oil Kings i ve WHL, se statistikami 2,80 POG a úspěšností 0,944. V roce 2010 reprezentoval Tým Pacifik na světovém turnaji U-17.
V jeho nováčkovské sezóně WHL v letech 2010-11 odehrál 34 zápasů za Oil Kings a zaregistroval statistky 3,32 POG a úspěšnost 0,887.

Ve druhé WHL sezóně, v letech 2011-12, byl Brossoit tahounem týmu a výrazně Oil Kings dopomohl k vítězství v lize. Zaznamenal rekord 42-13-5 s 3 čistými štíty v 61 zápasech, 2,47 POG a 0,914. Oil Kings dokončili základní část sezóny na vrcholku centrální divize a s pomocí Brossoita a jeho statistik (16-4, 2,04 POG a 0,933) dominovali v play off.

### Profesionální kariéra
4. dubna 2013 podepsal s Calgary Flames svůj první NHL kontrakt. Do sezóny 2012-13 však nezasáhl a za Flames do žádného zápasu nenastoupil.
8. listopadu 2013 byl vyměněn do týmu Edmonton Oilers. Angažmá u Oilers začal na farmě v lize ECHL s Bakersfield Condors a odehrál také osm her v American Hockey League (AHL) s Oklahoma City Barons. Do NHL byl poprvé povolán 24. března 2014 jako záloha prvního brankáře Bena Scrivense.
První zápas v NHL vyhrál 21. ledna 2017 zápase proti Calgary Flames.
Po pěti sezónách střídaní brankoviště Oilers a farmy Condors opustil Oilers jako volný agent po sezóně 2017-18. 1. července 2018 podepsal roční dvoucestný kontrakt s týmem Winnipeg Jets. 22. prosince zaznamenal proti týmu Vancouver Canucks svůj první kariérní shutout, když vychytal všech 40 střel soupeře.
25. května podepsal s Jets roční prodloužení smlouvy za 1,225 miliónů dolarů.
28. července 2021 podepsal dvouletou smlouvu s Vegas Golden Knights a ročně by jsi měl přijít na 2 325 000 dolarů. V sezóně 2022/2023 získal s Vegas Stanley Cup.

## Ocenění a úspěchy
- 2012 WHL – Nejužitečnější hráč v playoff
- 2013 WHL – Druhý východní All-Star Tým
- 2014 ECHL – All-Rookie Tým
- 2014 ECHL – Nejnížší průměr inkasovaných branek
- 2014 ECHL – Druhý All-Star Tým
- 2016 AHL – All-Star Game

## Prvenství
- Debut v NHL – 9. dubna 2015 (Edmonton Oilers proti San Jose Sharks)
- První inkasovaný gól v NHL – 9. dubna 2015 (Edmonton Oilers proti San Jose Sharks, kanadským útočníkem Patrick Marleau)
- První vychytaná nula v NHL – 22. prosince 2018 (Vancouver Canucks proti Winnipeg Jets)

## Statistiky

### Klubové statistiky
| 2008–09    | Edmonton Oil Kings       | WHL        | 1   | 0  | 0  | 0  | 37    | 5   | 0 | 8.20 | .773  | —  | —  | — | —    | —  | — | —    | —     |
| 2009–10    | Cowichan Valley Capitals | BCHL       | 21  | 10 | 8  | 0  | 999   | 61  | 2 | 3.66 | .901  | 5  | 1  | 3 | 259  | 17 | 0 | 3.94 | .912  |
| 2009–10    | Edmonton Oil Kings       | WHL        | 2   | 0  | 1  | 0  | 86    | 4   | 0 | 2.80 | .944  | —  | —  | — | —    | —  | — | —    | —     |
| 2010–11    | Edmonton Oil Kings       | WHL        | 34  | 13 | 12 | 2  | 1664  | 92  | 2 | 3.32 | .887  | 2  | 0  | 2 | 117  | 7  | 0 | 3.58 | .875  |
| 2011–12    | Edmonton Oil Kings       | WHL        | 61  | 42 | 13 | 5  | 3574  | 147 | 3 | 2.47 | .914  | 20 | 16 | 4 | 1204 | 41 | 2 | 2.04 | .933  |
| 2012–13    | Edmonton Oil Kings       | WHL        | 49  | 33 | 8  | 6  | 2854  | 107 | 5 | 2.25 | .917  | 22 | 14 | 8 | 1322 | 40 | 5 | 1.82 | .935  |
| 2013–14    | Abbotsford Heat          | AHL        | 2   | 0  | 1  | 0  | 94    | 9   | 0 | 5.72 | .824  | —  | —  | — | —    | —  | — | —    | —     |
| 2013–14    | Alaska Aces              | ECHL       | 3   | 2  | 0  | 0  | 126   | 0   | 2 | 0.00 | 1.000 | —  | —  | — | —    | —  | — | —    | —     |
| 2013–14    | Oklahoma City Barons     | AHL        | 8   | 2  | 5  | 0  | 416   | 25  | 0 | 3.60 | .888  | —  | —  | — | —    | —  | — | —    | —     |
| 2013–14    | Bakersfield Condors      | ECHL       | 35  | 24 | 9  | 2  | 2079  | 74  | 6 | 2.14 | .923  | 16 | 10 | 6 | 976  | 37 | 3 | 2.27 | .921  |
| 2014–15    | Oklahoma City Barons     | AHL        | 53  | 25 | 22 | 4  | 3049  | 130 | 4 | 2.56 | .918  | 2  | 1  | 0 | 87   | 5  | 0 | 3.46 | .909  |
| 2014–15    | Edmonton Oilers          | NHL        | 1   | 0  | 1  | 0  | 60    | 2   | 0 | 2.00 | .961  | —  | —  | — | —    | —  | — | —    | —     |
| 2015–16    | Bakersfield Condors      | AHL        | 31  | 18 | 9  | 3  | 1807  | 80  | 3 | 2.66 | .920  | —  | —  | — | —    | —  | — | —    | —     |
| 2015–16    | Edmonton Oilers          | NHL        | 5   | 0  | 4  | 1  | 300   | 18  | 0 | 3.60 | .873  | —  | —  | — | —    | —  | — | —    | —     |
| 2016–17    | Bakersfield Condors      | AHL        | 21  | 9  | 8  | 0  | 1189  | 53  | 2 | 2.67 | .908  | —  | —  | — | —    | —  | — | —    | —     |
| 2016–17    | Edmonton Oilers          | NHL        | 8   | 4  | 1  | 0  | 333   | 11  | 0 | 1.99 | .928  | 1  | 0  | 0 | 28   | 2  | 0 | 4.42 | .750  |
| 2017–18    | Edmonton Oilers          | NHL        | 14  | 3  | 7  | 1  | 741   | 40  | 0 | 3.24 | .883  | —  | —  | — | —    | —  | — | —    | —     |
| 2017–18    | Bakersfield Condors      | AHL        | 29  | 15 | 10 | 4  | 1768  | 79  | 0 | 2.68 | .912  | —  | —  | — | —    | —  | — | —    | —     |
| 2018–19    | Winnipeg Jets            | NHL        | 21  | 13 | 6  | 2  | 1166  | 49  | 1 | 2.52 | .925  | —  | —  | — | —    | —  | — | —    | —     |
| 2019-20    | Winnipeg Jets            | NHL        | 19  | 6  | 7  | 1  | 988   | 54  | 0 | 3.28 | .895  | —  | —  | — | —    | —  | — | —    | —     |
| 2020-21    | Winnipeg Jets            | NHL        | 14  | 6  | 6  | 0  | 744   | 30  | 1 | 2.42 | .918  | —  | —  | — | —    | —  | — | —    | —     |
| 2021-22    | Vegas Golden Knights     | NHL        | 24  | 10 | 9  | 3  | 1282  | 62  | 1 | 2.90 | .895  | —  | —  | — | —    | —  | — | —    | —     |
| 2022–23    | Henderson Silver Knights | AHL        | 23  | 8  | 11 | 3  | 1322  | 60  | 2 | 2.72 | .909  | —  | —  | — | —    | —  | — | —    | —     |
| 2022–23    | Vegas Golden Knights     | NHL        | 11  | 7  | 0  | 3  | 637   | 23  | 0 | 2.17 | .927  | 8  | 5  | 2 | 434  | 23 | 0 | 3.18 | .894  |
| 2023–24    | Winnipeg Jets            | NHL        | 23  | 15 | 5  | 2  | 1351  | 45  | 3 | 2.00 | .927  | 1  | 0  | 0 | 18   | 0  | 0 | 0.00 | 1.000 |
| NHL celkem | NHL celkem               | NHL celkem | 140 | 64 | 46 | 13 | 7,598 | 334 | 6 | 2.64 | .911  | 10 | 5  | 2 | 479  | 25 | 0 | 3.13 | .890  |